# براندون مكدونالد
براندون مكدونالد (بالإنجليزية: Brandon McDonald)‏ (16 يناير 1986 في الولايات المتحدة - ) هو لاعب كرة قدم غوام وأمريكي في مركز الدفاع. شارك مع منتخب غوام لكرة القدم. أما مع النوادي، فقد لعب مع دي.سي. يونايتد وريال سالت ليك وسان خوسيه إيرثكويكس ولوس أنجلوس غلاكسي ونادي ليونغسكايل وSan Francisco Seals (soccer) ‏ وSan Jose Frogs ‏ وChainat Hornbill F.C. ‏.

## وصلات خارجية
- براندون مكدونالد على موقع الدوري الأمريكي (الإنجليزية)
- براندون مكدونالد على موقع قاعدة بيانات كرة القدم.إي يو (الإنجليزية)
- براندون مكدونالد على موقع ناشيونال فوتبول تيمز (الإنجليزية)
- براندون مكدونالد على موقع Soccerway.com (الإنجليزية)
- براندون مكدونالد على موقع عالم كرة القدم.نت (الإنجليزية)